# Carl Michael Bellman
Carl Michael Bellman (Estocolm, 4 de febrer de 1740 - Estocolm, 11 de febrer de 1795) fou un poeta, cantautor, i trobador suec. Se'l considera un dels poetes nacionals suecs; la seva influència sobre la literatura sueca ha estat comparada amb la que Shakespeare ha tingut sobre la literatura anglesa. És probablement la figura més influent del període romàntic primerenc suec.
Va escriure una obra molt diversa i rica que inclou poemes, cançons, salms i paròdies basades en jocs de paraules. Les cançons presenten diversos personatges que s'han convertit en entranyables, entre ells el rellotger Fredman, el músic-pastor Movitz, el caporal Mollberg i la prostituta Ulla Winblad, així com d'altres figures extretes de mitologies nòrdiques, grecoromanes i bíbliques.
Una de les obres més reconegudes és el cicle de poemes Fredmans epistlar (Cartes de Fredman) i Fredmans sånger (Cançons de Fredman). Les cançons inclouen melodíes populars de l'època, així com creacions pròpies (per exemple, Fjäriln vingad syns på Haga (Mirant la papallona alada al parc de Haga).
Fou un gran bevedor i freqüentà bars i hostals. És per això que les seves cançons reflecteixen la societat dels barris baixos de l'època. Moltes peces són cantades fins avui per grups corals com Allmänna sången i Orphei drängar, així com cantautors suecs moderns, com Cornelis Vreeswijk, Fred Åkerström, Evert Taube i el seu fill Sven-Bertil Taube, i fins i tot intèrprets i grups de música rock com Joakim Thåström, Candlemass o Marduk.

## Biografia

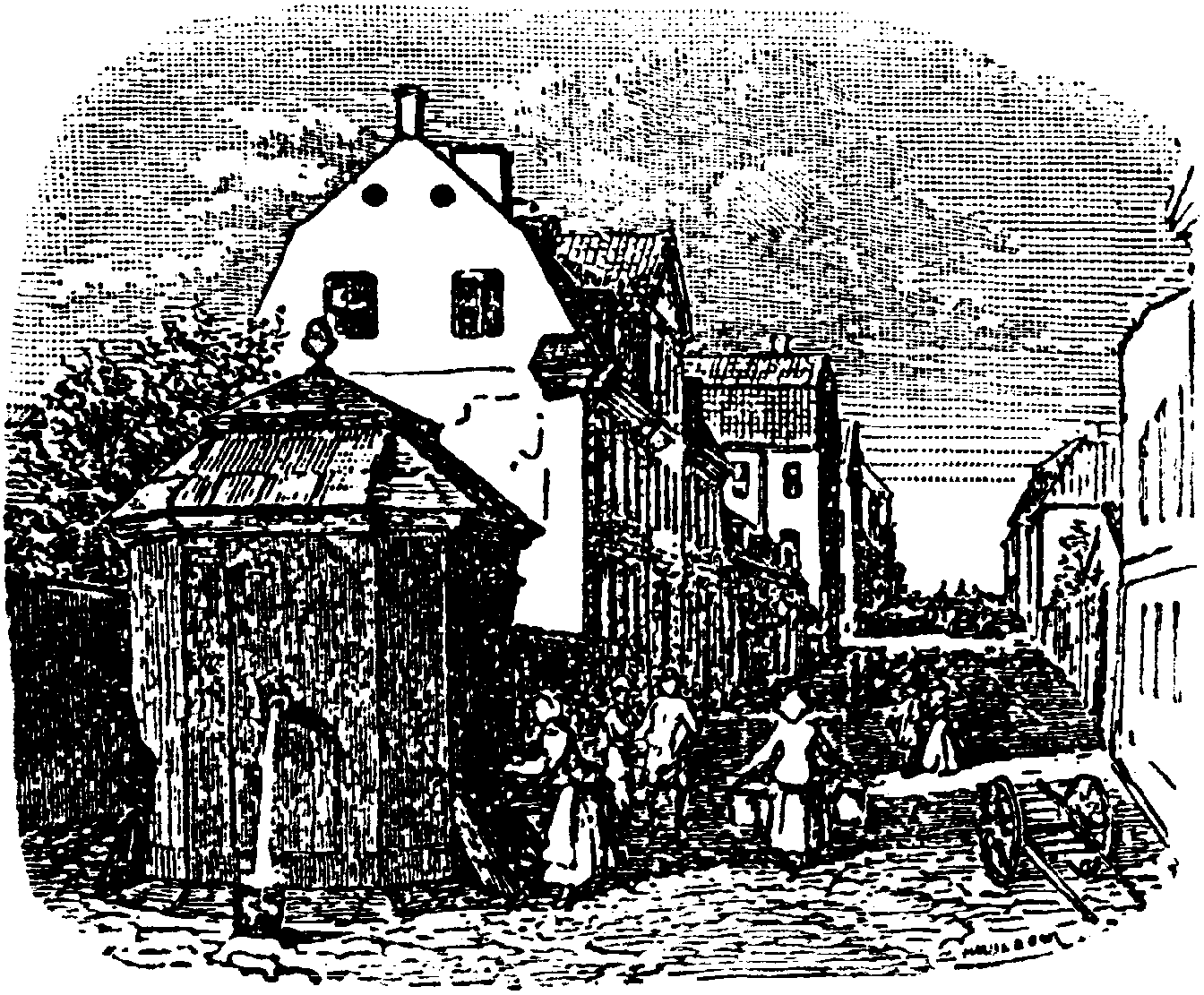
Casa natal de Bellman a Södermalm (extreta del Nordisk familjebok)

Carl Michael Bellman va néixer el 1740 al barri de Södermalm d'Estocolm a la casa gran de la família Daurer (Stora Daurerska huset) al carrer Hornsgatan, per a després mudar-se a la casa petita (Lilla Daurerska huset) del carreró Björngårdsbrunnsgränd, avui anomenat Bellmansgatan. Els seus pares foren Catharina Hermonia, filla del pastor luterà Michael Hermonius i l'advocat Johan Arendt Bellman (fill), secretari de l'oficina del castell reial.
Bellman començà escriure el 1757 com poeta religiós i traductor. El 1760 ja era conegut per les seves «cançons d'hostal» (dryckesvisor) com "Supa klockan öfver tolv" (Borratxera després de les dotze) (Fredmans sång no. 10), i paròdies bíbliques com el conegut poema «Gubben Noak» (El vell Noè). D'aquesta època és també l'obra «Ordre de Bacus», una paròdia a les ordres aristocràtiques més serioses. Una versió escurçada d'una estrofa de «Gubben Noak"»s'usa com a cançó de bressol a Suècia:
Gubben Noak, gubben Noak
var en heders man.
När han gick ur arken,
plantera’ han på marken
mycket vin, ja, mycket vin, ja,
detta gjorde han.
Traducció: El vell Noè, el vell Noè/fou un home d'honor./Tan bon punt hagué baixat de l'arca/plantà a la terra/molta vinya, sí!, molta vinya, sí!/això és el que va fer.

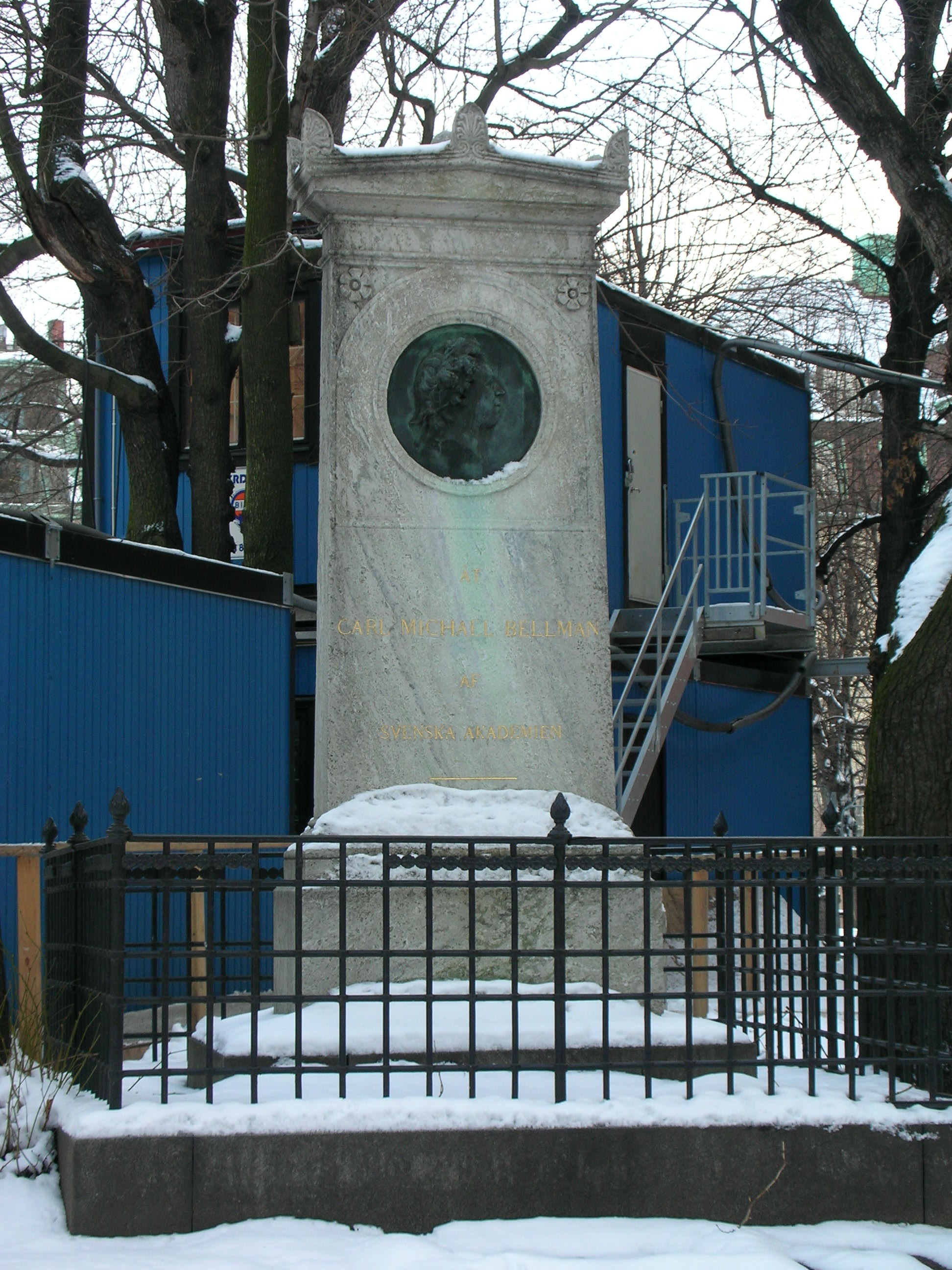
Monument a Bellman a l'església de Santa Clara (Klara kyrka) al centre d'Estocolm.